# 黑金絲雀
黑金絲雀（英語：Black Canary）是一位DC漫畫出版的超級英雄。由作家Robert Kanigher和藝術家卡邁恩·因凡蒂諾創作，於《閃電俠漫畫》#86（1947年8月）首次亮相。是最早的女性超級英雄之一。在《Wizard》雜誌所有最偉大的漫畫書人物中，黑金絲雀排名為第71個。IGN也將她放在最偉大的漫畫書英雄中的第81位。在《Comics Buyer's Guide》的100位最性感女性漫畫角色中排名26位。
作為超級英雄角色黑金絲雀是許多超級英雄團體連載中的常駐角色。最初登場於《閃電俠漫畫》#86。在1960年代經常與另一位超級英雄綠箭俠被作為情侶的身分互動，並在最後成為夫妻。不過這個設定在2011年的新52重開機後被重寫了。作為一個黃金時代就登場的角色，黑金絲雀的設定也有隨著時代被更改過。最早在黃金時代，她的真名是黛娜·德雷克，一位熱愛打擊犯罪的冒險家，以及高譚市的一位偵探拉里·蘭斯（Larry Lance）的女友。由於沒有超能力，她採取的是徒手戰鬥的方式阻止犯罪，她也是美國正義會社的成員。隨後在白銀時代，另一個名叫黑金絲雀的角色誕生了，與黃金時代的設定不同的是。她多出了一個名叫金絲雀咆嘯的超能力。在隨後的重開機事件後，這兩個角色被設定為母女關係。母親保留黛娜·德雷克的身分，而女兒則是與母親同名，隨父姓名為黛娜·羅伊·蘭斯。而此後的故事則是直接採用白銀時代的時間點，講述著一個擁有高聲波能力的青少女繼承母親的超級英雄身分打擊罪犯的故事。在新52重開機後，被更改設定的黑金絲雀則是混合了兩個原有角色的設定。沿用了白銀時代的超音波能力，名字雖然也叫黛娜·蘭斯，但蘭斯這個姓氏是基於冠夫姓而來的，而她的娘家姓氏則是德雷克。

## 人物
黑金絲雀的服裝外型包括以金色假髮掩飾天生的黑髮、網襪、海盗靴、緊身胸衣和敞開的藍外套。

### 黛娜·德雷克（1947年至1983年）
最初登場於《閃電俠漫畫》#86期的黑金絲雀本名剛登場時看似一個反派，但其實只是參與一場臥底任務。之後這個角色又在《閃電俠漫畫》#92有了新的登場，並補齊了黑金絲雀的背景故事，她的真實身份-黛娜·德雷克是一位留著黑頭髮的女性，本業為經營花店，與高譚市的一位偵探拉里·蘭斯（Larry Lance）為情侶關係。黑金絲雀在《全明星漫畫》#38期認識了美國正義會社，並在#41期加入這個團隊。
在20世紀60年代，黑金絲雀如同其他黃金時代的角色被設定為生活在一個被稱為第二地球的平行世界。此外與其愛人拉里·蘭斯自50年代開始就被設定為夫妻，此外黛娜同時是正義會社以及第一地球美國正義聯盟的成員。

### 黛娜·羅伊·蘭斯（1983年至今）
生下女兒黛娜·羅伊·蘭斯（Dinah Laurel Lance）後，母親黛娜·德雷克隨著年齡增長，離開了JSA。黛娜·羅伊希望成為像母親一樣的英雄，但卻被母親禁止，因為現今的社會更加的黑暗、危險。黛娜·羅伊也會使用「雀吼功」，後尋找了母親的英雄舊識們訓練她。她在白銀時代成為了一個積極的英雄「黑金絲雀」（第二任），但她的母親並不知道，表面上還是和她一起經營花店的生意。後來遇見了綠箭俠（奥利弗·奎因），一開始黛娜·羅伊並不喜歡他，但後來成了浪漫的一對，儘管年紀上有所差異。

## 能力
黑金絲雀能發出破壞力強大的超聲波「雀吼功（Canary Cry）」，其能力性質類似漫威漫畫中X戰警的海妖（Banshee），但不像海妖那樣有用於飛行和聲納的高技巧性，但她也精熟柔道等格鬥技術，且對騎乘摩托車的技術也是一流。
在《猛禽系列》中，她似乎缺乏使用電腦的熟練。
黑金絲雀的戰術運用方面深受其他超英雄們的認可。

## 其他媒體

### 真人演出
- 《超級英雄傳奇》
- 《天堂獵鷹》
- 2007年《超人前傳》，第7季登場。
- 綠箭宇宙：黑金絲雀的主線劇情發生於《綠箭俠》。
  - 由凱蒂·洛茨飾演「金絲雀」莎拉·蘭斯（Sara Lance）。死後復活以「白金絲雀」出現劇集《明日傳奇》。
  - 莎拉死後由姐姐勞蕾爾·蘭斯（Laurel Lance）繼承成為「黑金絲雀」，由凱蒂·卡西迪飾勞蕾爾。黑金絲雀也有客串《閃電俠》第一季。
    - 《閃電俠》第二季中地球2的勞蕾爾為「黑海妖」，因男友過世搬到中央市而協助極速對抗閃電俠。之後《綠箭俠》第五季反派登場，第六季替代地球1勞蕾爾的地檢身份，第七季回到地球2打擊犯罪，第八季地球2毀滅前回到地球1。
    - 《閃電俠》第四季中地球53的勞蕾爾為「黑海妖X」。追殺冷凍公民來到地球1搶奪資源。

  - 勞蕾爾死後由朱麗安娜·霍克偉飾演「黑金絲雀二代」黛娜·德雷克（Dinah Drake）。地球2的黛娜·德雷克是黑暗箭手的手下。
- 《猛禽小隊：小丑女大解放》，由朱妮·絲莫利特飾演

### 動畫
- 《正義聯盟》
- 《正義聯盟無限版》
- 《正義聯盟：超級最前線》
- 《正義聯盟：兩面夾擊》
- 《DC陳列櫥：綠箭俠》
- 《蝙蝠俠智勇悍將》
- 《少年正義聯盟》:第一季負責訓練小隊。

### 電子遊戲
- 《正義聯盟英雄》（正義聯盟 攜帶版）
- 《蝙蝠俠智勇悍將-電子遊戲》
- 《DC 超級英雄 Online》
- 《蝙蝠侠：阿卡姆之城》
- 《樂高蝙蝠俠2：DC超級英雄》
- 《超級英雄：武力對決》（IOS版本）

## 外部連結
- JSA Fact File: Black Canary I （页面存档备份，存于）
- Earth-2 Black Canary Index[永久]
- Earth-1 Black Canary Index[永久]
- The Black Canary at ToonopediaArchive.today的存檔，存档日期2024-05-27
- Black Canary's secret origin on dccomics.com （页面存档备份，存于）
- Cosmic Teams: Black Canary I & II （页面存档备份，存于）